# مارتین ان۲ام
مارتین ان۲ام (به انگلیسی: Martin N2M) یک هواگرد ساختِ کارخانهٔ گلن ال. مارتین کمپانی در کشور ایالات متحده آمریکا است. این هواگرد برای نخستین بار در ۱۹۲۴ میلادی مورد استفاده قرار گرفت.